# As Soon as I Hang Up the Phone
«As Soon as I Hang Up the Phone» es una canción del dúo estadounidense Loretta Lynn & Conway Twitty. Fue publicada en mayo de 1974 como el sencillo principal de su cuarto álbum de estudio, Country Partners.

## Composición
«As Soon as I Hang Up the Phone» es una balada cantada y hablada. La letra trata sobre una mujer que intenta mantener su relación que se desmorona en una llamada telefónica, pero que pronto se da cuenta de que está terminando. Lynn proporciona la voz cantada mientras Twitty simplemente habla durante toda la canción.

## Lista de canciones
7-inch single – MCA-40251
1. «As Soon as I Hang Up the Phone» (Conway Twitty) – 2:31
2. «A Lifetime Before» (William C. Hall, Bill Haynes) – 2:01

## Posicionamiento

### Gráfica semanal
| Gráfica (1974)                                      | Pico de posición |
| --------------------------------------------------- | ---------------- |
| Canadá (RPM Country Playlist)                       | 1                |
| Estados Unidos (Billboard Hot Country Singles)      | 1                |
| Estados Unidos (Record World Country Singles Chart) | 1                |
| Sudáfrica (Springbok Radio)                         | 1                |

### Gráfica de fin de año
| Gráfica (1974)                                 | Pico de posición |
| ---------------------------------------------- | ---------------- |
| Estados Unidos (Billboard Hot Country Singles) | 39               |